# Schlosswil

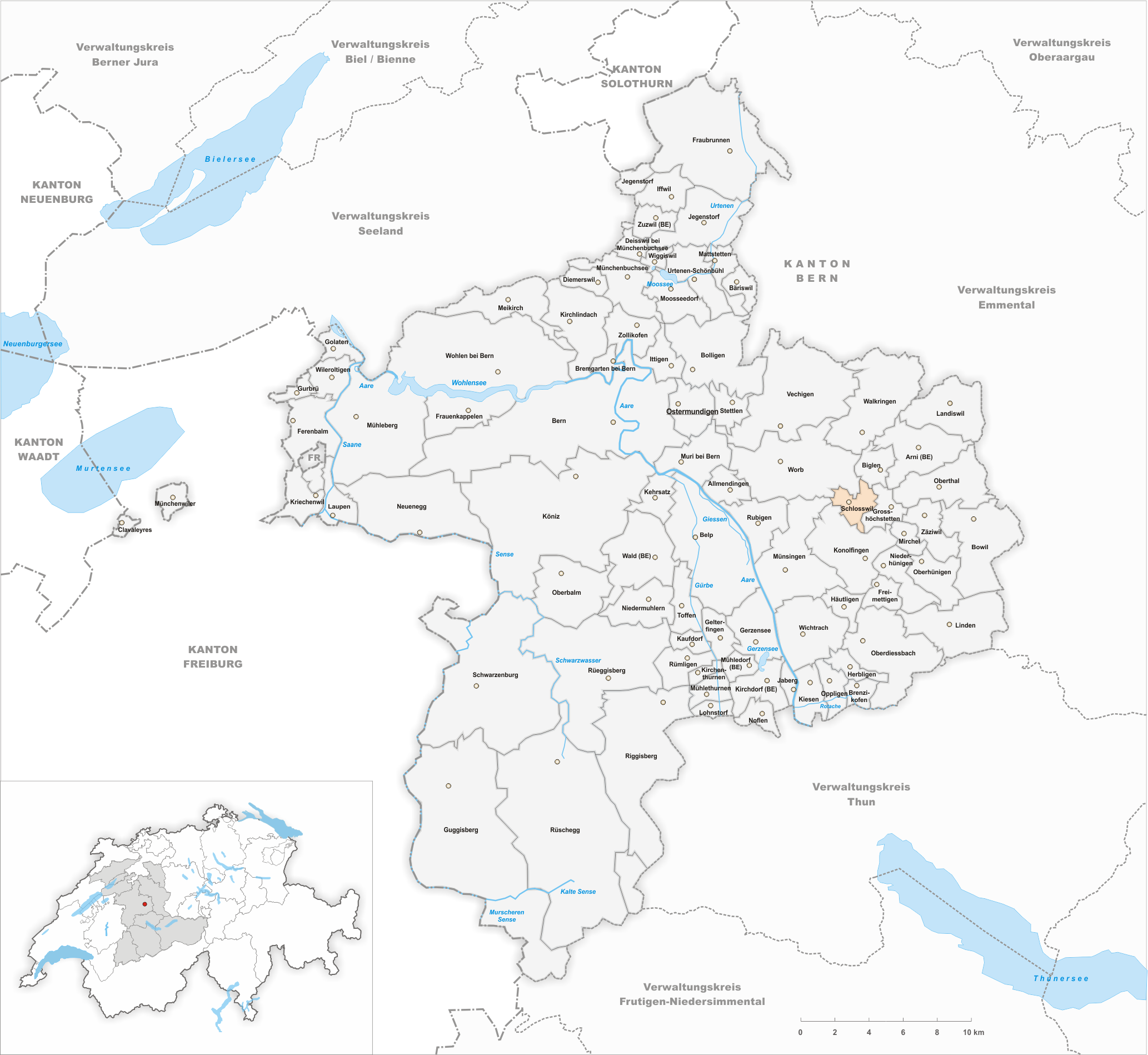
Gemeindestand vor der Fusion am 1. Januar 2018

Schlosswil ist ein Ort in der politischen Gemeinde Grosshöchstetten im Verwaltungskreis Bern-Mittelland des Kantons Bern in der Schweiz. Bis zum 31. Dezember 2017 war Schlosswil eine eigene politische Gemeinde. Am 1. Januar 2018 fusionierte diese mit der Gemeinde Grosshöchstetten. Bis Ende 1902 hiess die Gemeinde offiziell Wyl respektive Wil. Bis zum 31. Dezember 2009 war Schlosswil mit seinem Schloss Hauptort des Amtsbezirks Konolfingen.

Historisches Luftbild von Werner Friedli von 1967

## Geographie
Schlosswil liegt auf 753 m ü. M., dreieinhalb Kilometer nördlich von Konolfingen und 13 km ostsüdöstlich der Kantonshauptstadt Bern (Luftlinie). Das Dorf erstreckt sich auf dem Rücken einer Seitenmoräne des eiszeitlichen Aargletschers, an aussichtsreicher Lage auf der Höhe östlich des Aaretals.
Die Fläche des 3,5 km² grossen Gebiets der ehemaligen Gemeinde umfasst einen Abschnitt des Hügellandes östlich des Aaretals zwischen Bern und Thun. Dessen Hauptteil wird von der ehemals sumpfigen Niederung des Talimooses (735 m ü. M.) und des Gwattmooses eingenommen, welche durch den Riegel der Seitenmoräne vom Aaretal abgeschlossen sind. Am östlichen Rand des Talimooses erhebt sich der Gwattberg. Nach Süden erstreckt sich der Ort auf den Waldrücken des Hürnbergs, auf dem mit 910 m ü. M. der höchste Punkt von Schlosswil erreicht wird. Der kleinere westliche Teil liegt in einer Talmulde im Quellgebiet des Richigenbaches, eines Quellbaches der Worblen. Von der Gemeindefläche entfielen 1997 8 % auf Siedlungen, 21 % auf Wald und Gehölze und 71 % auf Landwirtschaft.
Zu Schlosswil gehören der Weiler Thali (757 m ü. M.) am Südrand des Talimooses und am Fuss des Hürnbergs, ein Teil der Wohnsiedlung Nest (760 m ü. M.) am Südwesthang des Gwattbergs, die Hofgruppen Weierguet (746 m ü. M.) auf einer Anhöhe im Talimoos und Sagi (680 m ü. M.) in der Talmulde von Rohrmis sowie einige Einzelhöfe. Nachbarn von Schlosswil sind der Ortsteil von Grosshöchstetten sowie die Gemeinden Worb, Biglen, Konolfingen und Münsingen.

## Geschichte
Die Gegend von Schlosswil war schon sehr früh bewohnt. Einige Mauerüberreste, verschiedene Fundstücke und Gräber deuten auf eine römische Siedlung, eventuell einen militärischen Stützpunkt, an der römischen Strasse vom Aaretal ins Emmental hin.
Die erste urkundliche Erwähnung des Ortes erfolgte 1146 unter dem Namen Wilare. Später erschienen die Bezeichnungen Wilere (1239), Wiler (1242) und Wyle (1345). Der Ortsname geht auf das althochdeutsche Wort wilari (kleines Dorf, Weiler, einzelnes Gehöft) zurück.

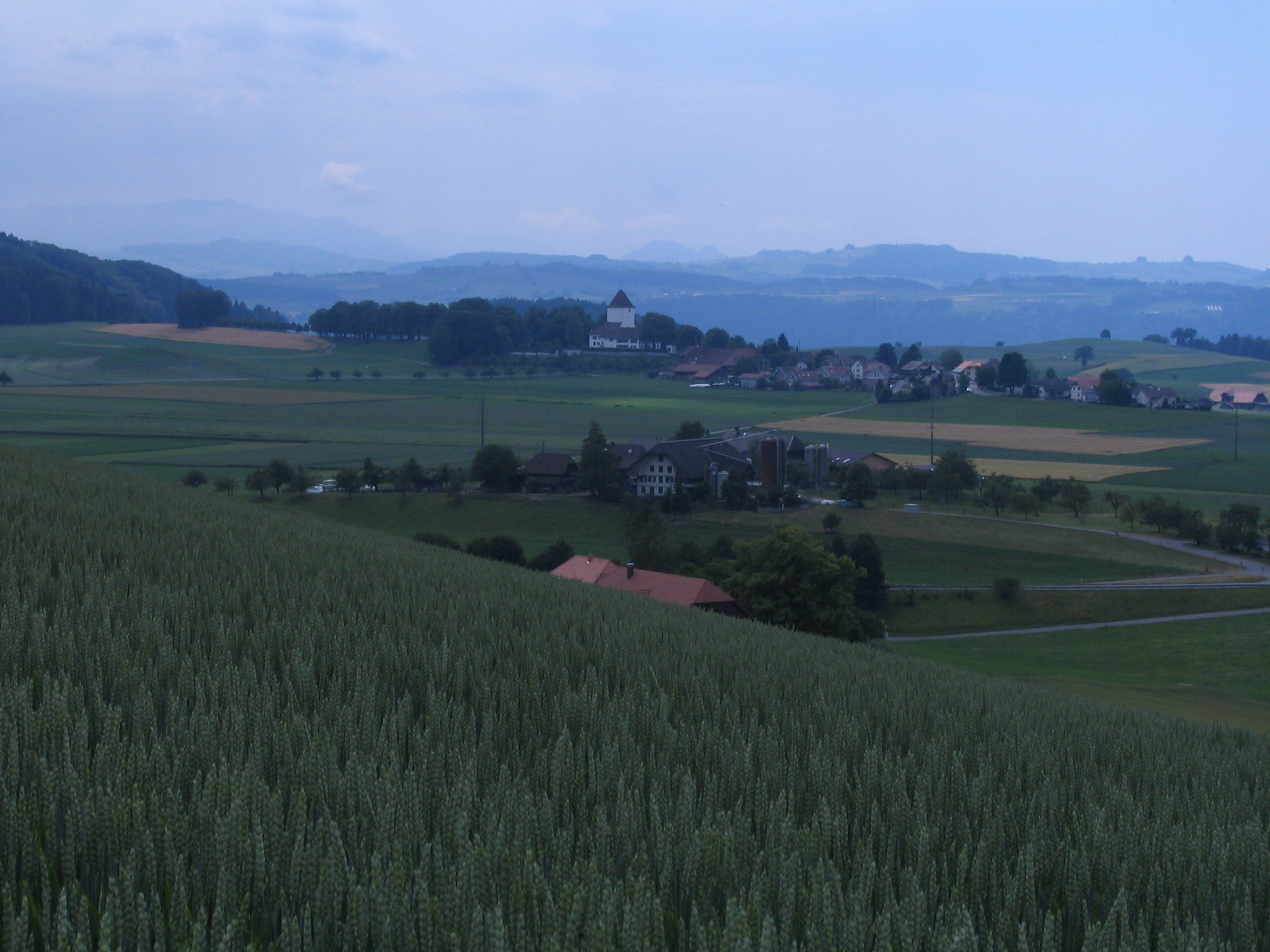
Schloss Wil und Umgebung

Seit seiner ersten Nennung war das damalige Wil Mittelpunkt der Herrschaft Wil. Nachdem das Geschlecht der Freiherren von Wiler zu Beginn des 14. Jahrhunderts ausgestorben war, wurde die Herrschaft zweigeteilt. Der eine Teil ging durch eine Heirat an die Familie Senn von Münsingen, der andere an eine Berner Adelsfamilie über. Die Oberhoheit über das Gebiet hatten zunächst die Grafen von Kyburg, seit 1406 die Stadt Bern inne. Vom Landgericht Konolfingen wurde die Hohe Gerichtsbarkeit ausgeübt. Im Jahr 1508 wurden beide Teile der ehemaligen Herrschaft wiedervereinigt. Neben Wil umfasste die Herrschaft auch Grosshöchstetten, Gysenstein und Oberhünigen. Nach dem Zusammenbruch des Ancien Régime (1798) gehörte Schlosswil während der Helvetik zum Distrikt Höchstetten und ab 1803 zum Oberamt Konolfingen, das mit der neuen Kantonsverfassung von 1831 den Status eines Amtsbezirks erhielt.
Seit dem 19. Jahrhundert umfasste die politische Gemeinde Wil das eigentliche Dorf mit dem Schloss und als Exklave das weit im Südosten jenseits des Chisetals gelegene Oberhünigen. Mit Wirkung auf den 1. Januar 1903 wurde der Gemeindename zur besseren Unterscheidbarkeit von anderen Gemeinden desselben Namens in Schlosswil abgeändert. Die Exklave Oberhünigen wurde auf den 1. Januar 1980 von Schlosswil abgetrennt und zu einer selbständigen Einwohnergemeinde erklärt.
Am 14. November 2014 informierte der Gemeinderat Schlosswils in einer gemeinsamen Erklärung mit dem Gemeinderat Grosshöchstettens, dass zukünftige Zusammenarbeitsformen geprüft werden sollten. Die nächste Information erfolge im Frühjahr 2015. Am 4. Dezember 2015 wurde Markus Geist als neuer Gemeindepräsident gewählt. Er ersetzte Doris Reber, welche nicht zu einer Wiederwahl angetreten war.
Am 24. September 2017 stimmten die Gemeinden Schlosswil und Grosshöchstetten einer Fusion zu, welche per 1. Januar 2018 umgesetzt wurde. Schlosswil stimmte mit 70 % Ja bei einer Stimmbeteiligung von 69 %, Grosshöchstetten mit 85 % Ja bei einer Stimmbeteiligung von 55 %.

## Bevölkerung
Mit 630 Einwohnern (Stand 31. Dezember 2017) gehörte Schlosswil zu den kleineren Gemeinden des Kantons Bern. Von den Bewohnern waren im Jahr 2000 97,4 % deutschsprachig, 1,1 % sprachen Serbokroatisch und 0,5 % Französisch. Die Bevölkerungszahl von Schlosswil belief sich 1980 auf 565 Einwohner. Seither wurde eine deutliche Bevölkerungszunahme verzeichnet.

## Politik
Die Stimmenanteile der Parteien anlässlich der Nationalratswahlen 2015 betrugen: SVP 38,8 %, BDP 16,8 %, SP 12,7 %, glp 7,7 %, FDP 7,2 %, GPS 5,5 %, EVP 4,5 %, EDU 2,5 %, SD 1,5 %.

## Wirtschaft
Schlosswil war bis in die zweite Hälfte des 20. Jahrhunderts ein vorwiegend durch die Landwirtschaft geprägtes Dorf. Noch heute haben der Ackerbau, die Milchwirtschaft und die Viehzucht einen wichtigen Stellenwert in der Erwerbsstruktur der Bevölkerung. Weitere Arbeitsplätze sind im lokalen Kleingewerbe und im Dienstleistungssektor vorhanden, unter anderem in Betrieben der Elektrobranche, des Holzbaus und des Gartenbaus. Auch die im Schloss stationierte Bezirksverwaltung ist ein wichtiger Arbeitgeber im Dorf. In den letzten Jahrzehnten hat sich das Dorf dank seiner attraktiven Lage zu einer Wohngemeinde entwickelt. Viele Erwerbstätige sind deshalb Wegpendler, die hauptsächlich in den grösseren Ortschaften der Umgebung und in der Agglomeration Bern arbeiten.

## Verkehr
Das Dorf ist verkehrstechnisch sehr gut erschlossen. Es liegt in einer Entfernung von rund 1 km von der Hauptstrasse von Bern nach Langnau im Emmental. Der nächste Anschluss an die Autobahn A6 (Bern–Thun) befindet sich rund 9 km vom Ortskern entfernt. Durch einen Postautokurs zwischen Worb und Grosshöchstetten ist Schlosswil an das Netz des öffentlichen Verkehrs angebunden.

## Sehenswürdigkeiten

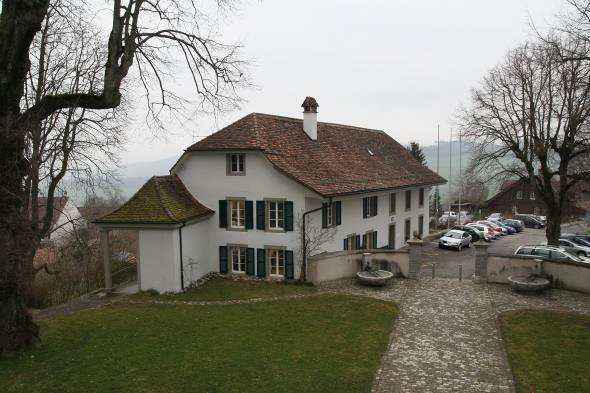
Amtshaus Schlosswil mit Zivilstandsamt

Auf dem Moränenwall steht das Schloss Wil mit seinem weithin sichtbaren Bergfried aus dem 12. Jahrhundert. Es beherbergte die administrative Verwaltung des bis 2010 bestehenden Amtsbezirks Konolfingen. Die Pfarrkirche von Schlosswil wurde vermutlich zu Beginn des 13. Jahrhunderts von den Freiherren von Wiler gestiftet. Im 17. Jahrhundert wurde die Kirche umgestaltet. Sie besitzt bedeutende Wappenscheiben und Schliffscheiben aus der Zeit um die Mitte des 18. Jahrhunderts. Das spätgotische Pfarrhaus wurde 1548 errichtet und im 18. Jahrhundert umgebaut. Im Ortskern sind verschiedene charakteristische Bauernhäuser aus dem 17. bis 19. Jahrhundert erhalten.